# Isocaproato de testosterona
Isocaproato de testosterona é um esteroide anabolizante, com poder androgênico. É um éster e forma sintética da testosterona. Tem uma meia-vida de aproximadamente 4-6 dias (de acordo com a classe de carbonos de sua composição) e seu poder anabólico é questionável.
No Brasil, o isocaproato de testosterona é encontrado na composição do fármaco Durateston, junto de outros ésteres de testosterona. Laboratórios clandestinos e legalizados em outros países não costumam fabricar esta droga de maneira singular, apenas em combinação com outros ésteres.